# Aloe wilsonii
Aloe wilsonii é uma espécie de liliopsida do gênero Aloe, pertencente à família Asphodelaceae.